# Ilmor

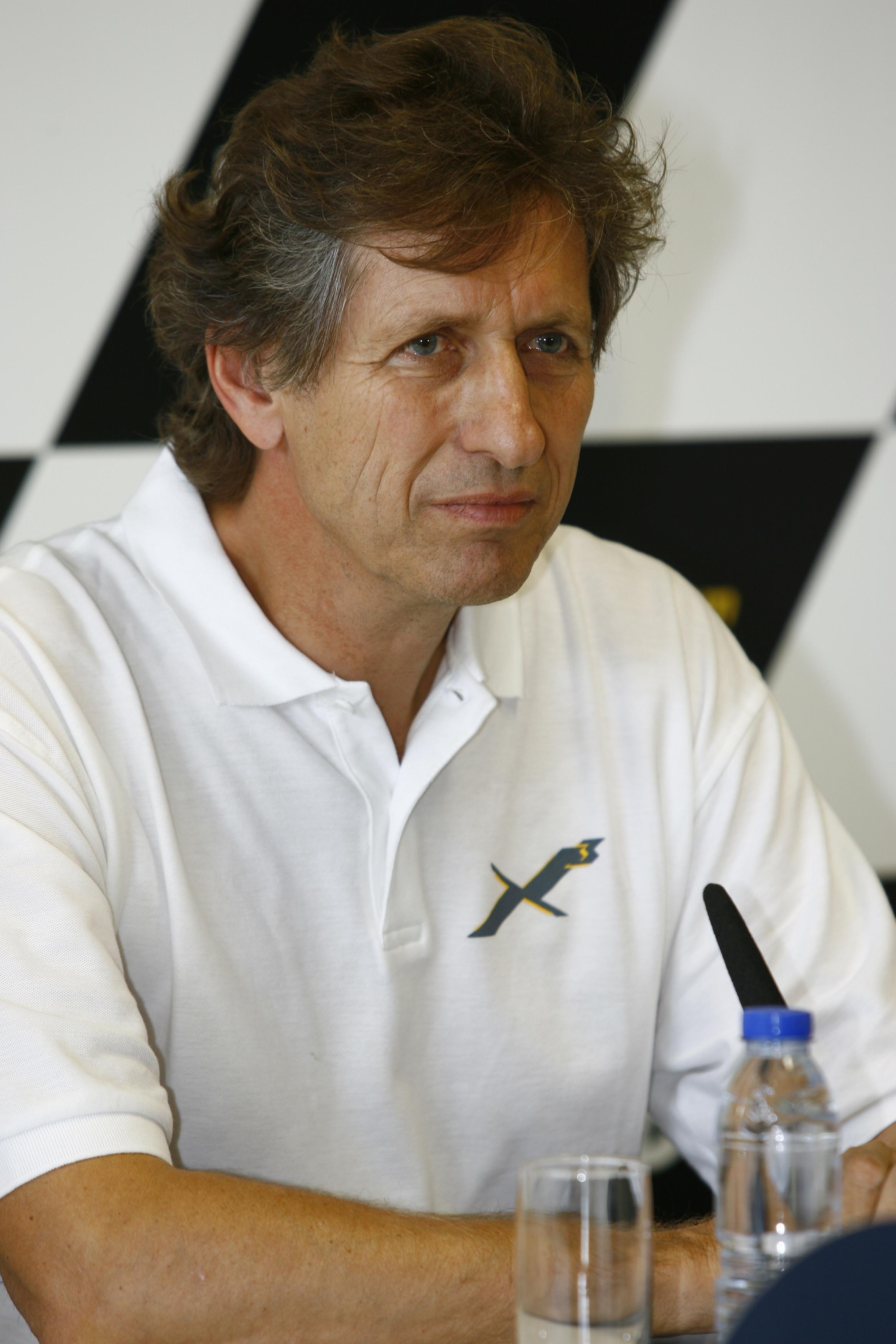
Mario Illien, współzałożyciel Ilmora

Ilmor (od Illien Morgan) – brytyjska firma inżynierii wyścigowej, założona w listopadzie 1983 roku przez Mario Illiena i Paula Morgana. Firma ma fabrykę w Brixworth, a biuro obsługi w Plymouth (Michigan), i dostarczała silniki do takich serii wyścigowych jak IndyCar czy Formuła 1.
Początkowo firma rozwijała silniki dla serii IndyCar. W 1993 roku zawiązała partnerstwo z Mercedesem na dostarczanie silników dla zespołów Formuły 1 – wpierw Saubera, następnie McLarena. Po śmierci Morgana w wypadku lotniczym w 2001 roku, Mercedes przejął całą firmę. W ten sposób powstała firma Mercedes-Ilmor, przemianowana następnie na Mercedes-Benz High Performance Engines Ltd.
W 2005 roku Mario Illien wraz z Rogerem Penske zawarli ugodę, w myśl której zakupili część firmy, nazwaną Special Projects. Ilmor wybudował motocykl Ilmor X3, którego użył na krótko w serii MotoGP, a następnie wycofał się z powodu problemów finansowych.

## IndyCar
Zarówno Illien, jak i Morgan pracowali w firmie Cosworth nad turbodoładowanym silnikiem DFX, który był używany w serii IndyCar. Różnili się jednak z Cosworthem, jeśli chodzi o poglądy na to, w jakim kierunku rozwijać silnik. Opuścili oni zatem firmę, by realizować własne pomysły. Cosworth twierdził później, że pierwszy silnik Ilmor tylko trochę różnił się od planowanych modyfikacji modelu DFX.
Ilmor, założony w 1983 roku jako niezależny producent silników, za pieniądze właściciela zespołu i producenta samochodów wyścigowych Rogera Penske, zaczął budować silniki dla serii IndyCar. Ilmor-Chevrolet 265A zadebiutował w Indianapolis 500 w 1986 roku, a używał go kierowca Team Penske, Al Unser. W 1987 roku z silników Ilmora korzystali już wszyscy kierowcy Penske (Unser, Rick Mears i Danny Sullivan), a także zespoły Patrick Racing i Newman/Haas Racing. Kierowca Newman/Haas, Mario Andretti, odniósł w 1987 roku pierwsze zwycięstwo dla Ilmora w IndyCar – w Grand Prix Long Beach. Zdobył także pole position do Indianapolis 500 1987. Rok później silnik został przmeianowany na Chevy Indy V-8, a Mears wygrał nim Indianapolis 500. W latach 1987–1991 silnik wygrał 64 z 78 wyścigów.
W 1994 roku używano silnika 265C, oznaczonego jako Ilmor Indy V8. Dzięki nietypowej konstrukcji produkowanego przez Ilmora silnika Mercedes-Benz 500I, powodującej zwiększenie jego wydajności, Al Unser Jr. wygrał Indianapolis 500 1994. W 1995 roku silniki były również bardzo konkurencyjne, ale po rozłamie IRL–CART Mercedes wycofał się z wyścigów w Stanach Zjednoczonych.
Następnie Ilmor pracował nad silnikami IRL dla Oldsmobile'a i Hondy.

## Formuła 1

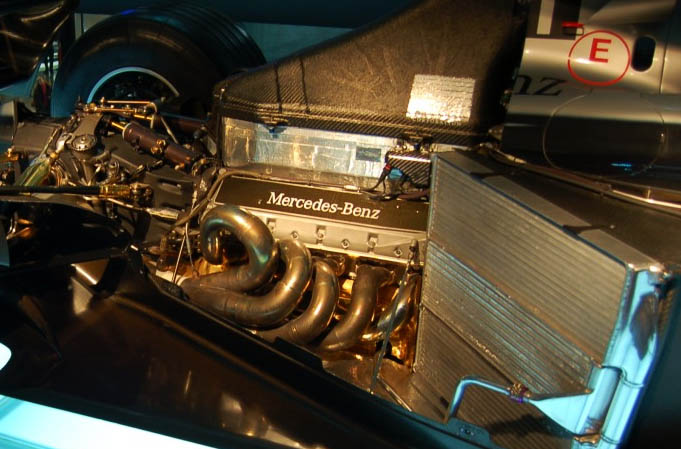
Silnik Mercedes-Benz FO110J 3.0 V10 konstrukcji Ilmora z 2000 roku, używany w McLarenie MP4-15

W Formule 1 Ilmor zadebiutował w 1991 roku, dostarczając silniki V10 zespołowi Leyton House. W sezonie 1992 Leyton House został przemianowany na March. Ilmor w tymże roku dostarczał silniki również Tyrrellowi. Zespoły stosujące silniki Ilmora zdobyły w roku 1992 łącznie 11 punktów (Andrea de Cesaris 8, Karl Wendlinger 3).
Gdy Ilmor uzyskał odpowiednią reputację w Formule 1, podpisał umowę z zespołem Sauber, a także z Mercedesem. Mercedes chciał wkroczyć do Formuły 1 jako dostawca silników, i wykupił od Chevroleta 25% udziałów w Ilmorze, umieścił także na pokrywie silnika bolidów Sauber C12 napis "Concept by Mercedes-Benz". Gdy Sauber spisał się nadspodziewanie dobrze (12 punktów w pierwszym sezonie), Mercedes wszedł do Formuły 1 w sezonie 1994 jako dostawca silników dla zespołu Sauber, zmieniając napis na pokrywie na "Powered by Mercedes-Benz".
W sezonie 1994 Ilmor dostarczał stare silniki debiutującemu zespołowi Pacific. Był to jednak najgorszy zespół tamtego sezonu, i kierowcy często nie kwalifikowali się do wyścigów.
Sezon 1994 był ostatnim, w którym pojawiła się nazwa Ilmor. Jednakże Ilmor nadał produkował silniki dla Mercedesa. W 1994 roku Sauber ponownie zdobył 12 punktów, a później stosował silniki Forda. Mercedes natomiast rozpoczął długoletnią współpracę z McLarenem. McLaren-Mercedes wygrał mistrzostwa kierowców w latach 1998–1999, a konstruktorów w roku 1998.
W 2001 roku Paul Morgan zginął w wypadku awionetki. W 2002 roku DaimlerChrysler zwiększył swoje udziały w firmie do 55%, i przemianował ją na Mercedes-Ilmor. W 2005 roku Daimler wykupił całą firmę, zmieniając nazwę na Mercedes-Benz High Performance Engines Ltd.

## MotoGP

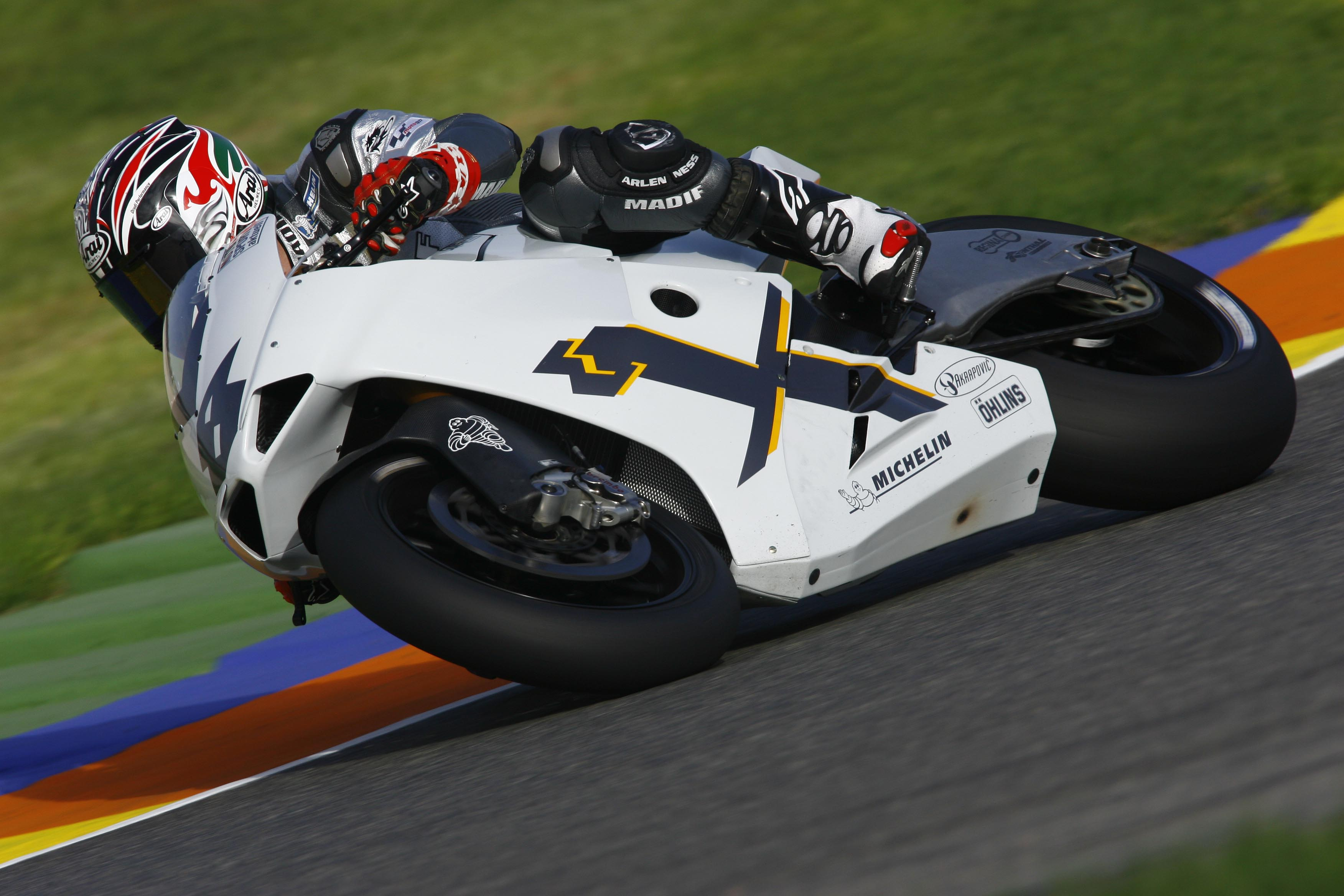
Ilmor X3

W 2006 roku Ilmor ogłosił, że tworzy zespół w serii MotoGP i zadebiutuje w dwóch ostatnich wyścigach sezonu 2006. Kierowcą na 2006 rok miał być Garry McCoy, a na 2007 – Jeremy McWilliams i Andrew Pitt. 15 marca 2007 roku, po jednym wyścigu, zespół ogłosił, iż przerywa starty w Moto GP w związku z problemami finansowymi. 30 kwietnia ogłoszono, że firma Ilmor będzie koncentrować się na rozwoju silników, redukując zbędny personel, jakkolwiek nadal obowiązywać będą kontrakty z McWilliamsem i Pittem.

## Siostrzane spółki

### Ilmor Engineering
W 1990 roku utworzono siostrzaną spółkę, Ilmor Engineering, Inc. Jej głównym celem było wsparcie inżynieryjne dla rosnącej liczby klientów korzystających z silnika konstrukcji Ilmora w IndyCar, oznaczonego jako Chevrolet 265A. W 1998 roku zmieniono siedzibę firmy z Redford na Plymouth.
Obecnie firma wytwarza silniki dla samochodów wyścigowych, łodzi wyścigowych, samochodów drogowych i motocykli.

### Ilmor High Performance Marine
Ilmor High Performance Marine, LLC. to firma, która dostarcza silniki dla łodzi wyścigowych w serii SuperCat Offshore Racing Series, organizowanej przez American Power Boat Association (APBA). Została założona w 2002 roku.

## Wyniki w Formule 1
| Legenda oznaczeń w tabelach wyników Wyświetl szablon na nowej stronie | Legenda oznaczeń w tabelach wyników Wyświetl szablon na nowej stronie                                                                     |
| Oznaczenie                                                            | Wyjaśnienie |
| --------------------------------------------------------------------- | --- |
| Złoty                                                                 | Zwycięzca lub mistrzostwo |
| Srebrny                                                               | 2. miejsce lub wicemistrzostwo |
| Brązowy                                                               | 3. miejsce lub II wicemistrzostwo |
| Zielony                                                               | Ukończył, punktował (w klasyfikacji generalnej, gdy zdobył co najmniej jeden punkt na przestrzeni sezonu, poza trzema powyższymi opcjami) |
| Niebieski                                                             | Ukończył, nie punktował (w klasyfikacji generalnej, gdy nie zdobył co najmniej jednego punktu na przestrzeni sezonu)                      |
| Czerwony                                                              | Nie zakwalifikował się (NZ) |
| Czerwony                                                              | Nie prekwalifikował się (NPK) |
| Różowy                                                                | Nie ukończył (NU) |
| Różowy                                                                | Niesklasyfikowany (NS) (w klasyfikacji generalnej, gdy nie został sklasyfikowany w żadnym wyścigu sezonu)                                 |
| Czarny                                                                | Zdyskwalifikowany (DK) |
| Czarny                                                                | Wykluczony (WYK/EX) |
| Biały                                                                 | Nie wystartował (NW) |
| Biały                                                                 | Kontuzjowany (K/INJ) |
| Biały                                                                 | Wyścig odwołany (OD/C) |
| Bez koloru                                                            | Został wycofany (WYC/WD) |
| Bez koloru                                                            | Nie przybył (NP/DNA) |
| Bez koloru                                                            | Nie brał udziału w treningach (NT/DNP) |
| Bez koloru                                                            | Nie został zgłoszony (–) |
| Pogrubienie                                                           | Start z pole position |
| Kursywa                                                               | Najszybsze okrążenie wyścigu |
| †                                                                     | Nie ukończył, ale jego rezultat został zaliczony ze względu na przejechanie więcej niż 90% dystansu wyścigu.                              |
| *                                                                     | Sezon w trakcie |
| 1/2/3                                                                 | Punktowana pozycja w sprincie kwalifikacyjnym                                                                                             |
| Lista systemów punktacji Formuły 1                                    | |

| Sezon | Zespół       | Samochód           | Silnik              | Opony | Kierowcy           | Wyniki w poszczególnych eliminacjach | Wyniki w poszczególnych eliminacjach | Wyniki w poszczególnych eliminacjach | Wyniki w poszczególnych eliminacjach | Wyniki w poszczególnych eliminacjach | Wyniki w poszczególnych eliminacjach | Wyniki w poszczególnych eliminacjach | Wyniki w poszczególnych eliminacjach | Wyniki w poszczególnych eliminacjach | Wyniki w poszczególnych eliminacjach | Wyniki w poszczególnych eliminacjach | Wyniki w poszczególnych eliminacjach | Wyniki w poszczególnych eliminacjach | Wyniki w poszczególnych eliminacjach | Wyniki w poszczególnych eliminacjach | Wyniki w poszczególnych eliminacjach | Pkt. | Msc. |
| ----- | ------------ | ------------------ | ------------------- | ----- | ------------------ | ------------------------------------ | ------------------------------------ | ------------------------------------ | ------------------------------------ | ------------------------------------ | ------------------------------------ | ------------------------------------ | ------------------------------------ | ------------------------------------ | ------------------------------------ | ------------------------------------ | ------------------------------------ | ------------------------------------ | ------------------------------------ | ------------------------------------ | ------------------------------------ | ---- | ---- |
| 1991  | Leyton House | Leyton House CG911 | Ilmor 2175A 3.5 V10 | G     |                    | USA                                  | BRA                                  | SMR                                  | MCO                                  | CND                                  | MEX                                  | FRA                                  | GBR                                  | DEU                                  | HUN                                  | BEL                                  | ITA                                  | POR                                  | ESP                                  | JPN                                  | AUS                                  | 1    | 12   |
| 1991  | Leyton House | Leyton House CG911 | Ilmor 2175A 3.5 V10 | G     | Maurício Gugelmin  | NU                                   | NU                                   | 12                                   | NU                                   | NU                                   | NU                                   | 7                                    | NU                                   | NU                                   | 11                                   | NU                                   | 15                                   | 7                                    | 7                                    | 8                                    | 14                                   | 1    | 12   |
| 1991  | Leyton House | Leyton House CG911 | Ilmor 2175A 3.5 V10 | G     | Ivan Capelli       | NU                                   | NU                                   | NU                                   | NU                                   | NU                                   | NU                                   | NU                                   | NU                                   | NU                                   | 6                                    | NU                                   | 8                                    | 17                                   | NU                                   |                                      |                                      | 1    | 12   |
| 1991  | Leyton House | Leyton House CG911 | Ilmor 2175A 3.5 V10 | G     | Karl Wendlinger    |                                      |                                      |                                      |                                      |                                      |                                      |                                      |                                      |                                      |                                      |                                      |                                      |                                      |                                      | NU                                   | 20                                   | 1    | 12   |
| 1992  | Tyrrell      | Tyrrell 020B       | Ilmor 2175A 3.5 V10 | G     |                    | ZAF                                  | MEX                                  | BRA                                  | ESP                                  | SMR                                  | MCO                                  | CND                                  | FRA                                  | GBR                                  | DEU                                  | HUN                                  | BEL                                  | ITA                                  | POR                                  | JPN                                  | AUS                                  | 8    | 6    |
| 1992  | Tyrrell      | Tyrrell 020B       | Ilmor 2175A 3.5 V10 | G     | Olivier Grouillard | NU                                   | NU                                   | NU                                   | NU                                   | 8                                    | NU                                   | 12                                   | 11                                   | 11                                   | NU                                   | NU                                   | NU                                   | NU                                   | NU                                   | NU                                   | NU                                   | 8    | 6    |
| 1992  | Tyrrell      | Tyrrell 020B       | Ilmor 2175A 3.5 V10 | G     | Andrea de Cesaris  | NU                                   | 5                                    | NU                                   | NU                                   | 14                                   | NU                                   | 5                                    | NU                                   | NU                                   | NU                                   | 8                                    | 8                                    | 6                                    | 9                                    | 4                                    | NU                                   | 8    | 6    |
| 1992  | March        | Leyton House CG911 | Ilmor 2175A 3.5 V10 | G     | Karl Wendlinger    | NU                                   | NU                                   | NU                                   | 8                                    | 12                                   | NU                                   | 4                                    | NU                                   | NU                                   | 16                                   | NU                                   | 11                                   | 10                                   | NU                                   |                                      |                                      | 3    | 9    |
| 1992  | March        | Leyton House CG911 | Ilmor 2175A 3.5 V10 | G     | Jan Lammers        |                                      |                                      |                                      |                                      |                                      |                                      |                                      |                                      |                                      |                                      |                                      |                                      |                                      |                                      | NU                                   | 12                                   | 3    | 9    |
| 1992  | March        | Leyton House CG911 | Ilmor 2175A 3.5 V10 | G     | Paul Belmondo      | NZ                                   | NZ                                   | NZ                                   | 12                                   | 13                                   | NZ                                   | 14                                   | NZ                                   | NZ                                   | 13                                   | 9                                    |                                      |                                      |                                      |                                      |                                      | 3    | 9    |
| 1992  | March        | Leyton House CG911 | Ilmor 2175A 3.5 V10 | G     | Emanuele Naspetti  |                                      |                                      |                                      |                                      |                                      |                                      |                                      |                                      |                                      |                                      |                                      | 12                                   | NU                                   | 11                                   | 13                                   | NU                                   | 3    | 9    |
| 1993  | Sauber       | Sauber C12         | Sauber LH10 3.5 V10 | G     |                    | ZAF                                  | BRA                                  | EUR                                  | SMR                                  | ESP                                  | MCO                                  | CND                                  | FRA                                  | GBR                                  | DEU                                  | HUN                                  | BEL                                  | ITA                                  | POR                                  | JPN                                  | AUS                                  | 12   | 7    |
| 1993  | Sauber       | Sauber C12         | Sauber LH10 3.5 V10 | G     | Karl Wendlinger    | NU                                   | NU                                   | NU                                   | NU                                   | NU                                   | NU                                   | 6                                    | NU                                   | NU                                   | 9                                    | 6                                    | NU                                   | 4                                    | 5                                    | NU                                   | 15                                   | 12   | 7    |
| 1993  | Sauber       | Sauber C12         | Sauber LH10 3.5 V10 | G     | JJ Lehto           | 5                                    | NU                                   | NU                                   | 4                                    | NU                                   | NU                                   | 7                                    | NU                                   | 8                                    | NU                                   | NU                                   | 9                                    | NU                                   | 7                                    | 8                                    | NU                                   | 12   | 7    |
| 1994  | Pacific      | Pacific PR01       | Ilmor 2175A 3.5 V10 | G     |                    | BRA                                  | PAC                                  | SMR                                  | MCO                                  | ESP                                  | CND                                  | FRA                                  | GBR                                  | DEU                                  | HUN                                  | BEL                                  | ITA                                  | POR                                  | EUR                                  | JPN                                  | AUS                                  | 0    | –    |
| 1994  | Pacific      | Pacific PR01       | Ilmor 2175A 3.5 V10 | G     | Paul Belmondo      | NZ                                   | NZ                                   | NZ                                   | NU                                   | NU                                   | NZ                                   | NZ                                   | NZ                                   | NZ                                   | NZ                                   | NZ                                   | NZ                                   | NZ                                   | NZ                                   | NZ                                   | NZ                                   | 0    | –    |
| 1994  | Pacific      | Pacific PR01       | Ilmor 2175A 3.5 V10 | G     | Bertrand Gachot    | NU                                   | NZ                                   | NU                                   | NU                                   | NU                                   | NU                                   | NZ                                   | NZ                                   | NZ                                   | NZ                                   | NZ                                   | NZ                                   | NZ                                   | NZ                                   | NZ                                   | NZ                                   | 0    | –    |